# 中野浩一
中野 浩一（なかの こういち、ラテン文字表記:Koichi Nakano。1955年11月14日 - ）は元競輪選手・自転車競技選手。競輪選手登録番号8959。日本競輪学校（当時。以下、競輪学校）第35期生。現在は公益財団法人JKA顧問、競輪解説者、日刊スポーツ競輪担当評論家、公益財団法人日本自転車競技連盟理事（元副会長）、スポーツコメンテーター・タレント（所属は（株）アルカンシェル(社長は尚美夫人)業務提携は浅井企画）。
家族は尚美夫人。子供はいない。
2006年春に全ての公営競技及び競輪選手出身者では初の紫綬褒章受章。血液型B型、身長172 cm、体重85 kg。
世界選手権個人スプリント (UCI Track Cycling World Championships – Men's sprint) 10連覇、特別競輪12勝（GP1勝、GI11勝）、賞金王6回（歴代最多）を達成している。
中野浩一博物館は地元、久留米競輪場内に設置されている。

## 経歴
福岡県久留米市出身。両親はともに元競輪選手。両親は既に他界している。
福岡県立八女工業高等学校では陸上競技を行っており、高校2年のとき、1972年に開催された山形インターハイ・400メートルリレー走の第3走者として優勝に貢献。高校3年春に右太ももの肉離れで陸上競技での大学進学を断念。高校卒業後の進路としては、祖父が中学校の校長をしていたことから体育教諭への道や、プロ野球選手から転身した尾崎将司に倣ってプロゴルファーになる希望を持っていた。そんな中、当時競輪選手だった父・光仁（1982年8月25日に引退）から、一度トラックレーサーに乗ってみないかと奬められ、正味3か月程度の練習の末、競輪学校第35期生試験に合格した。
1975年に競輪学校を卒業。「35期の三羽烏」と謳われる。同年5月3日に久留米競輪場でデビュー。その後、デビュー戦を含めて18戦無敗の記録を作った。当初「九州のハヤブサ」というニックネームが付けられた。当時、中野に対抗するためフラワーラインのグループが形成され、全国規模に拡大。最終的には九州勢VSフラワーの戦いへと移行した。
その象徴が宮杯での岩崎誠一の過度の牽制であり、競輪祭での吉井秀仁の発言（決勝戦終了後、中野に対し、「ザマーミロ、あー気持ちいい」と言った）だった。1978年には競輪祭を制し、特別競輪10回目の出場にして初めての優勝を飾った。そして1980年に、日本の全てのプロスポーツ選手として初めて年間賞金獲得額1億円突破を達成したアスリートである。その後、1981年の日本選手権競輪を制し、高倉登以来となる史上2人目の特別競輪3連覇を達成。1983年には史上最多の6回目の賞金王の座に就いた他、1985年に開始されたKEIRINグランプリを制し、同レースの初代優勝者となった。
とりわけ最盛期ともいうべき、1970年代後半から1980年代前半にかけての中野の強さは驚異的であり、特に「浩一ダッシュ」と称された捲りは非常に鋭く、400mバンクを1周程度しか逃げ切れる力がない先行選手だと簡単に捲られていた。なお、競技で使ったトラックレーサーはナガサワレーシングサイクル（長澤義明）製造。
国際大会については、競技に限らず全てのプロ選手がオリンピックに出場出来ない時代であり、中野もオリンピックに出場したことはない。
一方で世界自転車選手権については1976年に初めて出場し、プロ・スクラッチ（現 スプリント）で4位入賞。翌1977年には同種目の準決勝で当時連覇中だったジョン＝ミカエル・ニコルソンを破り、決勝では前年の3位決定戦でストレート負けを喫した相手であった菅田順和を逆にストレートで下し、日本人選手として初めて同大会の優勝者となった。それ以降は毎年この種目で優勝し続け、1986年までに10連覇を達成（詳細は後述）。
欧米開催の国際大会に日本人が持続的に出場した例が少なかった頃の活躍であり、海外で活躍する日本人選手の先駆けとなった。不世出のアスリートであり[海外の評価然り]ヨーロッパやオセアニア、南米においては、日本人スポーツ選手の中でもとりわけ有名である。
なお、中野の海外転戦については日本国内の競輪主催団体による後援を受けていた。
国内では1983年競輪祭で滝澤正光を捲って優勝し、1988年には通算賞金獲得額10億円を突破した。しかし、特別競輪の中で高松宮杯競輪（現在の高松宮記念杯競輪）については最後まで優勝できなかった。1992年にその高松宮杯の決勝戦2着を最後に引退。獲得賞金総額は13億1916万2077円。

## 引退後
引退後は、タレント、スポーツコメンテーター、日刊スポーツ専属の評論家として活動。特別競輪開催期間中は日刊スポーツの競輪面で、前日のレースの振り返りと当日のレース予想をコラムで述べている。ただし、現在でもJKA競輪関係者であるため車券の購入や（アナウンスとして）レースの出目の予想をする事は、JKAの競輪関係者の車券購入を禁止した自転車競技法第10条に抵触するため行わず、コラムでも主に技術論や選手心理、勝因敗因について語るのみであり、レース予想についても「●●が引っ張っていくだろう」「▲▲が抜け出せば■■にもチャンスがある」程度の展開予想に留まっている。
現役時代からアートネイチャーのCMに出演していた関係から、一時は自転車のロードレースチーム「チームアートネイチャー」の監督も務めていた。しかしアートネイチャーとの契約が切れたこともあり2005年に自毛植毛No.1のシェアを誇るアイランドタワークリニック にて自毛植毛手術を受けた。カツラは使用していない。
競輪がオリンピック自転車競技の「ケイリン」として正式種目に採用された2000年のシドニーオリンピックでは、競技の解説を務めるかたわら、自転車国際連盟から10連覇のリスペクトにより強いオファーを受け、ケイリンでは全レース先導誘導員を務めた。
2006年51歳で春の紫綬褒章を公営競技の選手、及び競輪選手として初めて受章。競輪選手としての現役時代の活躍とともに、世界選手権プロスプリント10連覇が高く評価された。中野は「現役時代に一生懸命取り組んできたことが評価されて光栄に思います。今回の受賞は自分だけの名誉ではなく、業界の後押しもあってのこと。これからも熱い思いでファンに愛される競輪のお手伝いができれば」と喜びを語った。現在、現役時の本拠地であった久留米競輪場では彼の功績を称え毎年、記念競輪を「中野カップレース」と名づけて開催している。
2011年4月より、日本自転車競技連盟強化委員長に就任。2013年7月より同連盟副会長。競輪選手養成所名誉教授。 となったが、2015年1月に松本整の日本代表監督解任に関する訴訟への発言により、副会長および代表理事を辞任して理事に退いた。2016年10月より強化委員長を再任されている
2021年の東京オリンピックでは、競技の解説を務めた。
2023年、日本自転車競技連盟理事を退任し、JCF選手強化スーパーバイザーに就任。
2024年のパリオリンピックでも、競技の解説を務めた。

## 競輪での主な獲得タイトルと記録
1976年
競輪祭（新人王）（小倉競輪場）
1977年
- 賞金王（66,139,600円）

1978年
競輪祭競輪王戦（小倉競輪場）
- 賞金王（82,385,200円）

1979年
オールスター競輪（岸和田競輪場）
- 賞金王（92,186,200円）

1980年
オールスター競輪（いわき平競輪場）
競輪祭競輪王戦（小倉競輪場）
- 賞金王（111,410,600円。日本プロスポーツ選手史上初の年間獲得賞金1億円突破）

1981年
日本選手権競輪（千葉競輪場
競輪祭競輪王戦（小倉競輪場）
- 賞金王（107,685,711円）

1983年
競輪祭競輪王戦（小倉競輪場）
- 賞金王（109,093,600円。史上最多の6回目の座に就く）

1985年
- KEIRINグランプリ（立川競輪場。初代優勝者）

1987年
競輪祭競輪王戦（小倉競輪場。同大会最多優勝記録（5回）達成）
1988年
全日本選抜競輪（青森競輪場）
オールスター競輪（岸和田競輪場）
1989年
全日本選抜競輪（前橋競輪場）
- 年間賞金王 6回
- 通算出走回数 1236回中1着666回
- 優勝回数 169
- 記念競輪最多優勝 116回
- 連続決勝進出記録 62場所（1979年7月7日 - 1982年3月1日）[32]

## KEIRINグランプリ出場実績
- 1985年……優勝
- 1986年……3着
- 1987年……2着
- 1988年……5着
- 1989年……中止
- 1990年……2着

## 世界自転車選手権
UCI Track Cycling World Championships – Men's sprint
1976年
イタリア・レッチェ大会のプロ・スクラッチ（現在はスプリント、以下スプリントと表記）種目に初参加。3位決定戦で菅田順和に敗れ4位（このときの3位決定戦において、1本目は先に中野が先取していたが、雨天のため2本目が中止となった。翌日に再度行われた同決定戦において、前日の成績はノーカウントとされたばかりか、結局菅田にストレート負けを喫した）。
1977年・V1
ベネズエラ、サン・クリストバル大会。3人マッチとなった一次予選を通過。準々決勝1本目では、相手選手の反則寸前の牽制を受けて失ったが、2、3本目を連取して準決勝に進出した。準決勝では2連覇中のジョン・ニコルソン（豪州）と対戦。ここでも1本目を失ったが、2、3本目をいずれも連取し、決勝に進出した。決勝は、準決勝でジョルダーノ・トゥッリーニ（イタリア）を破った菅田順和との日本人選手同士の対戦となったが、2日間にわたる戦い（1本目、中野が先取したあと雨天のため中止となり、2本目は翌日早朝開催。このときは前年と異なり、前日の成績が反映された。）で破り、1893年より開始された同大会史上初の日本人選手優勝者となった。
1978年・V2
西ドイツ・ミュンヘン大会。決勝ではディーター・ベルクマン（西ドイツ）と対戦。1本目を追い込んで制したものの、2本目はベルクマンに逃げ切りを許す。しかし先行策に出た3本目、途中でベルクマンを戦意喪失させる圧倒ぶりを見せ連覇達成。その後中野は、1982年の大会でヤーヴェ・カール（フランス）に1本目を取られるまで、全てストレート勝ちを収めていくことになる。
1979年・V3
オランダ・アムステルダム大会。ここでも決勝はディーター・ベルクマンとの対戦となったが、2-0 のストレート勝ちを収めて3連覇達成。そしてこの年を最後に、ベルクマンは現役を退いた。
1980年・V4
フランス・ブザンソン大会。予選でカポンチェッリ、準々決勝で堤昌彦を撃破。準決勝では、アマチュア時代、メキシコ・ミュンヘンの両五輪大会においてスプリント連覇、世界自転車選手権アマチュア部門のスプリントを7回制し、「スプリントの神様」と称されたダニエル・モレロン（フランス）と対戦することになった。1、2本目ともに中野は逃げの策に出、これをモレロンが追う形となったが、モレロンはいずれも追い込み不発に終わり中野のストレート勝ち。決勝でも尾崎雅彦を破り、4連覇を達成した。そして、この大会でモレロンを破ったことに対して敬意を表し、以後フランスでは「ムッシュ・ナカノ」と呼ばれるようになった。
1981年・V5
チェコスロバキア・ブルノ大会。準決勝で、後に名ロードレース・スプリンターとして名を馳せることになる、ギド・ボンテンピ（イタリア）に圧勝。そして、この年にプロ入りを果たしたばかりのゴードン・シングルトン（カナダ）と決勝で対決することになったが、1本目を逃げ切って制し、2本目は2角付近より山おろしをかけたシングルトンを捲り切り、5連覇を達成した。
しかし、決勝で敗れたとはいえ、シングルトンは準々決勝で菅田順和、準決勝で高橋健二をいずれも力で圧倒しており、これからさらにキャリアを積めば、もっと強くなっていくであろうという考えが中野の中にあった。ひいては、翌年の大死闘の伏線となる。
また、この優勝が評価されて中野は競輪選手としては史上2人目の日本プロスポーツ大賞を受賞した。
1982年・V6
イギリス・レスター大会。先に行われたケイリンを制覇していたシングルトンは準決勝で亀川修一を圧倒するなど、予選道中完璧な内容で決勝進出。一方中野はこの年、競輪で落車が相次いだ ことから不調が伝えられたが、準決勝のヤーベ・カール戦で先に一本先取され、連続連取記録は25でストップしてしまった。何とか2、3本目を取って決勝へと駒を進めたものの、決勝戦までの過程の内容は、断然シングルトンのほうが上回っていた。また、満場のスタンドはほとんど全てシングルトンを応援していたことから、決勝前にはシングルトン有利の下馬評が伝えられた。
1本目、逃げるシングルトンを中野は射程圏内に入れ、左右後方を振り返るほどの余裕をもってゴール前で完全にかわしに入ったが、かわし際にシングルトンと接触して双方転倒し、互いにゴールできなかったことからノーカウントの判定となった。ところで、中野が追い抜こうとした際、シングルトンが右ひじを出してきて進路を妨害されたとして日本選手団側は抗議に出たが却下された。そしてこのシングルトンの行為が2本目の伏線に繋がる。さらに中野だけは意識が朦朧としたままの状態がしばらく続いたという。
再戦1本目、ダッシュのタイミングが遅れた中野は直線手前で踏むのを諦めたことから、シングルトンが逃げ切る。そしてもう後がなくなった。
2本目、またしても逃げるシングルトンを追う形となった中野は2センターから遅めの捲りを敢行。そしてこの2本目においても中野のかわし際にシングルトンは右ひじを出してきたが、中野はこれにひっかからず、今度はシングルトンだけが転倒した。この時点で中野がタイに持ち込んだ。
この判定にカナダ側が抗議に出るも却下され、そればかりかシングルトンはこの際に右ひじを骨折。3本目の競走続行不可能となり棄権。中野は薄氷を踏む思いで同種目6連覇を達成した。
レース後、国際自転車競技連合 (UCI) はノーカウントとなった1本目ならびに2本目のシングルトンの中野に対する行為は悪質だとして、シングルトンを事実上の永久追放処分とすることに決した。UCI主管以外の大会には出場ができたが、当然、世界自転車選手権には出場できず、その後シングルトンは現役引退を余儀なくされた。
また、この年の優勝により、中野はジェフ・シェーレン（ベルギー）が1932年 - 1937年に記録した同種目の連覇に並び、翌年に新記録をかけることとなった。
1983年・V7
スイス・チューリッヒ大会。1回戦でティンスリー、準々決勝でライアンを破った中野は、準決勝でオッタヴィオ・ダッツァン（イタリア）と対戦。1本目は捲り、2本目は逃げ切って制し、連覇新記録をかけて決勝で、前年の準決勝で1本目を奪われているヤーベ・カール（フランス）と対戦することになった。しかし1、2本目とも、いずれも逃げ切り勝ちを収め7連覇。46年ぶりに連覇記録を更新した。
1984年・V8
スペイン・バルセロナ大会。6月に行われた高松宮杯競輪決勝で、山口健治に押圧されて落車し、鎖骨骨折で全治2ヶ月と診断された影響を受け、万全の体調とはいかなかったが、予選、準々決勝をいずれもストレート勝ち。準決勝は新顔のディーター・ギープケン（西ドイツ）との対戦となったが、1本目逃げ切り、2本目は追い込んで勝ち、決勝に進出した。決勝ではヤーベ・カールを下したオッタヴィオ・ダッツァン（イタリア）と対戦。1本目を捲りで仕留め、2本目は逃げ切って勝ち8連覇。ついにシェーレン、アントニオ・マスペス（イタリア）と並んでいた同種目最多優勝記録をも更新し、ギネスブックに登録されることになった。
また、公営競技の選手としては初めて、昭和天皇主催の秋の園遊会の招待も受けた。さらにこの年、競輪学校名誉教官の称号も与えられた。
1985年・V9
イタリア・バッサノ大会。準決勝で、前年のロサンゼルスオリンピックのスプリントで4位に入り、プロ入り初年度のフィリップ・ヴェルネ（フランス）と対戦。1本目、逃げの策に出たがゴール直前、タイヤ差交わされ先取されてしまう。1982年決勝におけるシングルトン戦以来となる、後がない展開となったが、2本目は逃げ切り。3本目はバック付近でカマシに打って出たヴェルネに対し、直線半ばで抜き去り決勝進出を決めた。そして決勝では、松枝義幸をストレートで下して9連覇を達成した。
1986年・V10
そして10連覇目となる舞台は、アメリカ・コロラドスプリングス。
しかし試練が待ち構えていた。
5月下旬、久留米競輪場で行っていた、高松宮杯競輪直前の練習中に転倒し、肋骨などを骨折（折れた骨の中には肺に突き刺さっているものもあった）する大怪我に見舞われた。一時は全治3ヶ月と診断され、世界自転車選手権出場自体も危ぶまれた。
しかし、担当した寺門敬夫医師や山本トレーナーなどの尽力の甲斐もあって驚異的な回復力を見せ、ほぼ1ヶ月程度で競走可能な状態にまで持ち込み、当時世界自転車選手権の直前に行われていた、8月の全日本選抜競輪への出場を予定していた。だが、またしても久留米競輪場で行われていた、同大会へ向けての直前練習の際に転倒。大事にこそ至らなかったが同じ箇所を痛めてしまい、骨折が完治しないまま中野はコロラドスプリングスの世界選手権に出場することになった。
しかし中野はこの年から採用された、対戦相手を決めるために行われる200メートルフライングタイムトライアルにおいて当時の同種目プロ世界新記録となる記録（10.57秒）をたたき出し、これまでの不安を一掃した。本戦1回戦では、ローリー・ベン（豪州）を圧倒。準々決勝のパトリック・ダ・ロシャ（フランス）戦では、観戦に招待した両親に向かって手を振る余裕ぶりを見せた。もちろん、ダ・ロシャ戦はストレート勝ち。準決勝のディーター・ギープケン戦もストレートで下し、決勝では、同じ日本の俵信之を下した松井英幸との対戦となった。1本目は追い込んで勝った中野だが、10連覇がかかった2本目は、バックから山降ろしをかけて松井を圧倒し、ついに10連覇達成。また、3位決定戦において俵信之がギープケンを下したことから、この年の同種目は日本勢のメダル独占となった。
大会終了後、中野はこの10連覇をもってスプリントから撤退すると表明。一部の外国記者から「引退か」と質問をかけられたが、中野は「スプリントにはもう出場しないが、今度はケイリンに出たい」と表明した。
そしてこの年、中野の大偉業を讃え、当時の中曽根康弘首相より「内閣総理大臣顕彰」が授与されることになった。同じく内閣総理大臣顕彰の授与者として、アジア大会・ハンマー投5連覇を果たした室伏重信（アテネ五輪・ハンマー投金メダリストの室伏広治の父）もいた。
1990年、前橋の開催において、日本自転車関係者のたっての希望により、中野はケイリンへの出場を果たすも予選で敗退した。
1991年、ドイツ・シュトゥットガルト大会にもケイリンで参加したが、決勝5着。そして、これが中野が参加した最後の世界選手権となった。

## 競走スタイル
以下は、2008年11月22日にNHK衛星第一放送で放送されたスポーツ大陸の、「世界を変えた“浩一ダッシュ”〜自転車　中野浩一〜」を参考に記した。 
途中までは中団に位置し、残り数百メートルあたりで全力ダッシュをかけて一番前に出て、そのままゴールまで先頭を維持し続ける「捲り」という走りを最も得意とした。スプリントV10はこの走り方により成し遂げた面が大きい（浩一ダッシュとも言われた）。高橋健二は浩一ダッシュを「一瞬の爆発力。ピストの走路に中野がダッシュすると、タイヤのスリップ跡が付いた」と評している。
浩一ダッシュの秘密が、競輪学校の教材に残されている。中野の場合、踏み込む時には大きく力が加わっているが、その後は全く力が加わっていない。一流選手でも力が残る人が多いのとは対照的に、中野の切り替えの見事さが際立っている。ペダルは両足で漕ぐが、右足で下向きの力を掛けている時に左足の力も残っていると、ギアを回転させる力を殺してしまうのだ。中野が高速でペダルを踏んでも絶妙なタイミングで切り替えができたのは、実は陸上競技をしていた時の練習の賜物で「踵がお尻に当たるような、足を出す時に早く巻き込むというようなイメージで、陸上練習をやっていたのが、逆に役に立っているのかなと思う。僕の自転車に乗ってる姿を見て、なんか自転車の上で走ってるようだねっていう人もいた」と述懐している。
競輪競走においてダッシュは2通りある。一つは、いわゆるスタンディングと呼ばれる全くスピードに乗っていない状態からの踏み出しで0発進と呼ばれ、長塚智広が世界有数の能力を持っている。もう一つは、ある程度スピードに乗った状態からの急加速であり、吉岡稔真のF1ダッシュ（ラジオの題名）が有名である。通常、この2つはあまり同居せず、長塚は並のS1選手であり、吉岡は常に踏み出しで遅れをとっていたが、中野はこの2つのダッシュ力においてどちらも輪界トップであったことが驚異的な成績につながることになった。なお、ダッシュ力の持続は数百メートルの範囲であり、競輪以外での中・長距離走は苦手であることを現役時代から公言している。
中野の速さのもう一つの秘密は、自転車のフレームにあった。他の選手は通常、結構ハンドルにしがみついて乗るフォームになる。それに対して、中野は全速力で走る時も、腰をサドルに乗せたままペダルを漕ぐ。しかし腰を浮かせて前に行ったほうが、ペダルに力を掛けやすい。そこで、中野の自転車を製作していた長澤義明は、その走り方の特長を最大限に生かそうと考えた。フレームの形を変え、サドルの位置を前に2cmずらした。これなら安定して強い力で漕げる。さらに中野のパワーに負けないように、フレームのパイプを肉厚にした。重くはなるが、力が逃げない。安定したペダリングで強い踏み込みができるこのフレームは、中野が世界で勝った後、わずか3年でスタンダードになっていた。
競輪競走1236走中9着は僅か4回で、うち一回は落車後の再乗車によるものである。自身も「9着を取らない」ことを相当意識しており、不利な状況でもできる限りの力を尽くしたと後のインタビューで答えている。
本人曰く根は練習嫌いであったという。しかし練習嫌いゆえに効率的な練習ができ、必要以上に肉体を酷使せずに疲労による怪我をせずに済んだと語っている。また、競輪学校時代と、その後プロになってからしばらくの間は、必死に練習したとも言っている。

## 音楽作品
- 明日につっ走れ（1977年世界選手権金銀制覇記念盤。菅田順和が歌う「男なら」との両A面）
- 花が散る前に（作詞：小沢忍／作曲：石坂まさを、1981年発売）
- 愛のRhapsody（NAOMIとデュエット、アートネイチャーCMソング、カップリング曲は日本自転車振興会イメージソング「トキメキは消せない」、1997年12月10日発売）

## 著書
- 世界一の青春―ペダルに賭けた男の意地が爆発（1981年、講談社）
- 気分はいつもブッチギリ―自分へのチャレンジなくしてトップはない!（1984年、日本文芸社）
- 中野浩一のスポーツを撃つ!!―熱きインタビュー、トッププレーヤー12人 ロマンを探れ、感動を語れ（1993年、日刊スポーツ出版社）
- 中野浩一の競輪へ行こう。―今だから話せる選手から見た競輪のすべて（1999年、ゴマブックス）
- 競輪選手になるには（2004年、ぺりかん社、なるにはBOOKSシリーズの一つ）

## ゲーム
- 中野浩一監修 競輪王：1994年11月18日発売。ココナッツジャパンエンターテイメントより販売。スーパーファミコン用ソフト。

## 出演映画
- 「青春 PARTⅡ」(1979年) - 斉藤忠行 役

釣りバカ日誌7にカメオ出演

## 出演番組

### テレビ
- 解説者
  - 特別競輪（現在のGP、GI、GII）中継（1992年の全日本選抜競輪より）
    - KEIRINグランプリ中継 (NHK)

  - 夏季オリンピック・自転車競技（1996年アトランタオリンピックより）
  - 世界選手権自転車競技大会トラックレース (NHK)
  - UCIトラックワールドカップ (NHK)
  - ツール・ド・フランス中継（フジテレビ → SKY SPORTS）- 1992年〜2000年？（現在のJ SPORTS cycle road raceの前身）
- レギュラー番組
  - 独占!!サイクルスポーツ（テレビ東京）
  - 風にタッチ（テレビ東京）
  - 気分走快（テレビ東京）
  - THE FACE アスリートの詩（テレビ東京） 　
  - ミラクルC（テレビ東京）
  - 中野浩一のK-ファン（広島ホームテレビ）
  - 中野浩一の釣り一番（九州朝日放送）

### ラジオ
- 中野浩一のフリートーク（TBSラジオ）
- サンデー強啓 本日発売（TBSラジオ）

### テレビドラマ
- 新春ドラマスペシャル / 女たちの森（フジテレビ）- 1987年1月1日

### ネット配信
- 本気の競輪TV（Kドリームス、2018年 - ）

### 広告
- アイランドタワークリニック福岡 (Al-Vision)
- 日清食品 はかたんもんらーめん（1986年）
- 鈴木日本堂「トクホンチール」「トクホンダッシュ」
- Alpen・SPORTS DEPO「アルペンIGNIO電動ハイブリッド自転車」商品CM（実際に商品に乗って出演しており、CM自体も実況と解説が声のみであるものの出演していることから、自転車競技のテレビ中継の一部分を思わせる構成となっている）
- メガネのイタガキ
- ACジャパン（当時の団体名は公共広告機構） - 阪神・淡路大震災の際はスポンサーのCM自粛により頻繁に流れた。

## エピソード

### 競技に関すること
世界選連覇中の時代に、スプリントで他選手が中野を破った事例（3本勝負において1本目ないし2本目を取ったというケースを除く）として、1978年のグランプリ・ド・パリ決勝における、ルッツ・ヘスリッヒ（1位）、エマヌエル・ラーシュ（2位）があるが、このときは1本勝負の3人マッチとして行われ、共に東ドイツの選手であるヘスリッヒとラーシュに組まれて中野は敗れたが、レース終了後観客からヘスリッヒとラーシュに対して大ブーイングになった、と中野は語っている。なお、同レースの1対1で対戦した予選では、中野はヘスリッヒとラーシュに勝っている。
このほか、エキシビションマッチではあるが、1979年に西宮競輪場で開催された全日本プロ選手権自転車競技大会（全プロ大会）でアントン・トカシュが、同じく全プロ大会において、1984年に向日町競輪場で中武克雄（当時、島野工業所属）が破ったケースがある（トカシュ、中武のケースは共に、1本勝負）。
プロ入り前の段階では、後にモスクワオリンピックで「幻の日本代表」となる長義和と非公式にスプリントで対決したことがあり、その際は長が勝ったという。
中野を破った選手はいずれもアマチュアの選手であった。ただし、グランプリ・ド・パリ以外のレースは非公式である。

### タレント性に関すること
1990年の前橋の世界選手権では、自身がケイリンに出場することになっていたにもかかわらず、ケイリン以外の種目について、NHKテレビ中継の解説を行った。尚、競輪中継では出場する全ての選手に君づけをする。
オールスター競輪ファン投票第1位回数13回は歴代最多。また、1981年から1991年まで11年連続で同第1位となっている。

### ライバル

#### 競輪におけるライバル
1992年の国際競輪グランプリ、寛仁親王牌（当時は非特別競輪扱い）で4戦連続吉岡にじかマークしながらも、吉岡についていくのが精一杯だった。西王座戦で吉岡は敗退。吉岡不在となった同年6月4日の第43回高松宮杯競輪決勝戦では、往時を彷彿させる2センター捲りを敢行して滝澤正光に迫るも、わずかに及ばず2着。翌6月5日、NHK朝7時のニュースで引退が報じられた。そして後日引退記者会見を行い、17年間の競走生活にピリオドを打った。2021年の本人へのインタビュー「中野浩一が選ぶ「時空を超えたオールスター競輪9人」」では、中野・吉岡・滝澤以外に、神山雄一郎・井上茂徳・坂本勉・村上義弘・新田祐大・脇本雄太の名を挙げた。

#### 世界選手権におけるライバル
フランスのダニエル　モレロンは、臨時コーチとしてしばし来日した際、スプリントのイロハを中野に伝授しており、中野にとって、実質的に師匠のような存在でもあった。1980年にモレロンがプロ選手として現役復帰し、世界選の準決勝で対戦することになったが、後日、「一度現役を退いた選手に絶対に勝たせてはならない。完膚なきまでに打ちのめす。」という気持ちを持って挑んだことを述懐した中野は、小細工抜きに、1、2本目と、いずれも先行策に打って出たところ、モレロンは中野に全く歯が立たず、ストレート負けを喫し完敗。大会終了後、「中野に教えることはもう何もない。」という言葉を残し、現役を引退した。そして、モレロンを破ったことにより、フランス人は「ムッシュ・ナカノ」と称して、中野に多大な敬意を払うようになった。
モレロン引退後の宿命のライバルといえば、ゴードン・シングルトンであったが、死闘を演じて6連覇を達成した1982年の世界選のときよりも、決勝でストレート勝ちを収めて5連覇を達成した1981年のときのほうがシングルトンは強かったと、6連覇達成後の記者会見で言明し、報道陣をびっくりさせた。その理由として、「去年(1981年)は、力で自分（中野本人）を倒しにいっていたことを感じたから、正直、勝つのに苦労した。しかし今年（1982年）は、自分を倒したいというよりも、世界選で勝ちたいという姿勢がありありと見えた。確かに内容的には今年のほうが苦戦したように見えるが、仮に3本目を対戦することになったとしても、絶対に負けないという自信があった。」と述べている。

#### その他の「ライバル」
中野が世界選手権で初優勝した同日に、王貞治がホームラン世界記録に並ぶ755本目を打ち、翌日のスポーツ紙の一面は王の記事ばかりで、中野の快挙はほんの小さな扱いだった。翌年の世界選手権で中野は連覇を達成したが、帰国した日の一面は、またしても王の800号が扱われ、世間の注目を集められなかった。したがって当時、王に対するライバル心より縁があったと話している。その時、中野は「世界選手権で連覇し続けようになった」という。
また獲得賞金面においても王にライバル扱いをされていた。
当時日本プロスポーツ界で最も稼いでいたとされる（CM出演料等を除く正味の稼ぎ）、王の年俸が最高でも8000万円ほど（但し『推定』年俸のため、実際の額は不明）だったが、「王さんより先に自分が日本で初めて1億円の賞金を稼ぐ選手となる。」と明言し、日本におけるプロスポーツ選手として初めて1980年に年間獲得額1億円を達成した（当該項目も参照）。

### 競輪評論家として
日刊スポーツの「中野浩一のザ・提言2024」では、「車番を競走得点順に入れるか抽選にする」「S級戦はオール9車に戻す」「仕掛ける選手の意思確認をしてから誘導員を退避」「斜行・蛇行のルールを厳格に見直してギア倍数の上限も下げる」という提言をした。

### 麻雀
趣味は選手時代から麻雀で麻雀番組常連になるなどかなりの腕前である。先輩選手と卓を囲んでいる内に腕が上達したという。
THEわれめDEポン（フジテレビONE）では地上波時代の1997年から出演しており、優勝回数は8回、うち5回は24時間SPのものである。

### その他のエピソード
- 人前で涙をほとんど見せたことがなかったが、世界選手権で10連覇したときと、引退記者会見のときにはうれし涙を浮かべた。引退記者会見の際には、「今日が一番うれしい。世界選手権で初めて優勝したときは数名程度にすぎなかったのに、今日、こんなに大勢の記者の人たち（およそ約300名ほどいた[44]）が来てくれるとは思わなかったから。」と述べた。
- プロポーズの言葉は「パンツ洗ってください」[45]。
- 2008年8月8日、NHKラジオの北京オリンピック開会式中継にゲスト出演した際、高所恐怖症であることを増田明美に再三突っ込まれた[46]。
- 北京オリンピック・ケイリン決勝では、残りあと1周付近より中山貴雄アナの実況を遮り、「永井、詰めろ！」、「永井行け！」等と再三再四絶叫。しかしその後、スポーツ新聞等に、「（興奮した自分が恥ずかしくて）決勝のときの実況中継は二度と見たくない。」と述べた[47]。
- 同姓同名の競輪選手（福岡47期・選手登録番号10234）が存在し、しかもホームバンクは同じく久留米競輪場。その選手のニックネームは「にせもん」[48] とのこと。本家の倍の長さの選手生活を送り2016年7月8日付で引退した[49]。
- 黄金井光良が、41歳の年齢で迎えた1976年の立川競輪場のレースで、当時A級5班[50] だった中野が単騎であったことからそのマークについたところ、勝負どころで中野の踏み出しに全くついていけず、その後ズルズルと後退してしまった。当時黄金井はA級1班[51] だったが、このレースを境に自分はもう、トップクラスの選手としてやっていくのはムリだと感じたという[52]。
- 10枚所持していたマイヨ・アルカンシエルを一部知人に譲ったりしたため、現在は手元にほとんど残っていないらしい（本人談）[53]。
- 現役の競輪選手として、日本競輪選手養成所（当時は競輪学校）で最初に合宿練習を行ったのは、久保千代志と中野である[54]。
- 松本整は、自ら懇願して中野と一緒に合宿練習するようになったことを契機に、中野を自身の師匠のような存在として捉え、自身の引退のことについても、身内以外では、中野だけにしか事前に話していなかったことを告白している[55]。
- 「ミスター・赤ヘル」こと山本浩二と親交が長い[56]。
- 1985年のオールスター競輪では、全ての競走において、マイヨ・アルカンシエルを着用して出走した。また、同年の競輪祭初戦でも同様に着用して出走した。
- 日本名輪会において発足時からの会員であったが、現在は公務優先のため退会している[57]。
- 「赤い隼」と呼ばれたこともあるほど赤色が好きで、レーサーのフレームはずっと赤としており、また3番車（赤いヘルメットに赤い上着）になることにこだわりを持っていた。最後のレース、グランドスラムを賭けた高松宮杯決勝レースも3番車であった。
- 『タモリ倶楽部』のコーナー「空耳アワー」に、空耳役者として出演したことがある[58]。